# Штурм авиабазы Таншоннят
Штурм авиабазы Таншоннят — бомбардировка ключевой авиабазы ВВС Южного Вьетнама и последующий её захват вместе с авиатехникой. Это сражение стало последним перед взятием Сайгона.

## Штурм
28 апреля 1975 года ВВС Северного Вьетнама в составе пяти трофейных штурмовиков A-37 Dragonfly нанесли удар по авиабазе. Им на перехват были подняты южновьетнамские истребители F-5 «Tiger II». Северовьетнамским самолётам удалось прорваться к авиабазе, самолёты сначала сбросили бомбы, а потом расстреляли стоявшую авиатехнику из пушек.  Южновьетнамские истребители с ними ничего не смогли сделать, при этом по меньшей мере 3 «Тигра» было расстреляно на земле.
Всего в результате удара по американским данным (Desert Sun) было уничтожено 11 южновьетнамских самолётов (4 C-119, 3 F-5, 3 C-47 и 1 DC-3), по северовьетнамским данным южновьетнамцы потеряли 24 самолёта, около 200 южновьетнамцев было убито.
После налёта авиации Таншоннят начал обстреливаться наступавшими северовьетнамскими танками и артиллерией. В ходе этих обстрелов был уничтожен американский C-130 и убито два американских морпеха. 3 южновьетнамских самолёта взлетевших для отражения наземных атак были сбиты из ПЗРК «Стрела-2». Один южновьетнамский самолёт C-7 Caribou разбился при попытке взлететь для эвакуации, аэродромные службы не стали тушить самолёт и проверять остался ли кто-нибудь в живых. 

## Трофеи
Вся уцелевшая после обстрелов техника была захвачена северовьетнамцами в ходе штурма танками Т-54. Кроме большого количества захваченных южновьетнамских самолётов и вертолётов, также были захвачены 11 самолётов Pilatus PC-6, возможно 1 DHC-2 Beaver и 2 вертолёта Bell-205 (1 из них подбитый) принадлежащих непосредственно США.